# Spinessenberg
De Spinessenberg is een heuvel in de Vlaamse Ardennen gelegen in Ronse in de Belgische provincie Oost-Vlaanderen. De Spinessenberg is de zuidwestzijde van de klim. De helling kan ook van de zuidoostzijde worden benaderd, de zogenaamde Fiertelmeers. Beiden komen uit op de top van de Hoogberg-Hotond / Hotondberg.
De voet van de helling is uitgevoerd in mozaïek-kasseien, de klim zelf in asfalt.